# マゲラン事件
マゲラン事件（マゲランじけん）は、1944年1月に、ジャワ島・マゲランのムンチランにあった旧宗主国のオランダ系を中心とした女性・子供の抑留所にいた女性13人が日本軍によって連行され、マゲランの慰安所で強姦された上、売春を強制されたとされる事件。戦後、関係者がBC級戦犯裁判で起訴されたが、無罪となった。

## 事件

### 候補者名簿の作成
1943年11月に、日本軍は、ムンチランにあった、日本軍と交戦中であったオランダ系の女性と子供の抑留所からマゲランの慰安所に女性を連行して働かせることを決めた。
1943年12月か1944年1月頃に、マゲラン在住の日本人と憲兵数人がムンチラン抑留所の日本人の抑留所所長を訪れ、その際にヨーロッパ人の抑留所管理責任者たちは、日本軍に協力して、バーの女給として働くのに適当な若い女性の候補者名簿を作成した。

### 慰安婦の徴集
1944年1月25日、バスで抑留所にやって来た日本人たちは、名簿に名前の載っている女性を抑留所の敷地内にあった教会に集合させ、医師による身体検査を受けさせた。
15人の女性が選ばれ、選ばれた女性たちは、30分で荷造りをするよう命じられ、抑留所からマゲランにある将校たちの宿舎へ連れて行かれた。
日本人たちが選んだ女性を連れて抑留所から出ようとしたとき、教会の外側に集まっていた女性たちと10代の少年たちが暴動を起こし、日本人とインドネシア人警官らは刀を抜いて、群衆に向かって行って、暴力で応じたとされる。

### 身代わり
その後、ヨーロッパ人の抑留所の管理責任者は、以前スラバヤで日本人と関係があった「道徳観念に乏しい」女性達の名簿を作成して若い女性の身代わりにすることにした。彼女たちは、他の女性たちから「志願者」と呼ばれた。
1944年1月28日に、「志願者」の女性たちが集められ、前回選ばれた若い女性達と共に地元の警察署へ連れて行かれ、抑留所の管理責任者たちが立ち会って、再度選考が行われた。選考の結果、2人の志願者と最初に選ばれた女性のうちの2人（そのうちの1人は14歳の少女だった）が抑留所に送り返され、13人の女性（4人の未婚の少女を含む）がマゲランに連れて行かれた。

### 強姦、売春の強要
マゲランに連行された女性たちは、乱暴に検査され、強姦され、慰安所「マゲラン・クラブ」で慰安婦として働くことを強要された。

## 戦犯裁判
この事件は、戦犯裁判で起訴されたが、十分な条件が整わず、無罪に終わった。